# Запорожцы (село)
Запорожцы (укр. Запорожці) — село, Черкащанский сельский совет, Миргородский район, Полтавская область,
Украина.
Код КОАТУУ — 5323288903. Население по переписи 2001 года составляло 13 человек.

## Географическое положение
Село Запорожцы примыкает к сёлам Фугли и Мокриевка.
По селу протекает пересыхающий ручей с запрудой.